# Crockett (Oregon)
Crockett az Amerikai Egyesült Államok Oregon államának Umatilla megyéjében, az Oregon Route 11 mentén, a washingtoni államhatár közelében elhelyezkedő önkormányzat nélküli település.